# The Hub (Forum)
The Hub ist ein Diskussionsforum, welches als Hidden Service über das Tor-Netzwerk aufrufbar ist. Im Forum geht es weitgehend um Themen des Darknets und der IT-Sicherheit, wie Darknet-Märkte, Drogen, Reviews, Kryptowährungen oder Hacking.

Screenshot der Seite

Die Seite wurde im Januar 2014 als Alternative für den Subreddit /r/DarkNetMarkets eröffnet und sollte mehr Sicherheit, Nachprüfbarkeit und eine dezentere Moderation bieten. Verkäufer müssen sich verifizieren, damit sie in dem Forum die Berechtigung zum Verkaufen erhalten. Die Seite beauftragte Fernando Caudevilla (ein spanischer Familienarzt, im Internet auch als DoctorX bekannt), Werbung für den Drogenverkauf im Forum zu machen. Zuvor war er auf Silk Road und beantwortete dort mehrere tausend Fragen. Die Seite will das Drogenbewusstsein und den Umgang mit diesen fördern.
Ein ähnliches Forum im Tor-Netzwerk ist Vault43.